# Komáromi-biblia
A közkeletű nevén Komáromi-biblia, pontos nevén Magyar Biblia Avagy Az Ó és Uj Testamentom könyveiből álló tellyes Szent Irás a Magyar nyelven Komáromi Csipkés György (1628–1678) debreceni református lelkész és teológiatanár magyar nyelvű Bibliafordítása.

## Története
Komáromi Csipkés György több mint fél évszázaddal a Károlyi Gáspár-féle bibliafordítás („Károlyi-biblia”) után fogott hozzá, hogy a héber és görög eredetiből elkészítse saját Bibliafordítását. Ez élete vége felé készülhetett el, azonban kiadására akkor nem került sor. A mű kéziratban maradt, és csak 1717-ben adták ki a hollandiai Leidenben (címlapján az 1685. év szerepel). A műből 4000 példányt rendeltek meg, majd később még 200-at. Végül 12 ládában 2915 példányt szállítottak Magyarországra, azonban 31 kivételével a szepesi kamara lefoglalta őket. Bár 1720-ban egy udvari rendelet kimondta, hogy a debrecenieknek át kell adni a könyveket, ez nem történt meg. 31 példány Maróthi Györgyhöz került. A rendelés második fele Danzigban hátramaradt, és később Varsóba szállították őket. Ez a csomag 820 francia kötésű és 265 fehér pergamen kötésű Bibliát tartalmazott. Ez az összesen körülbelül 1100 példány csak sok utánjárás után 1789-ben kerülhetett Magyarországra.
Kiadási és hazaszállítási problémái miatt a Komáromi-biblia nem tudott igazán elterjedni, és semmiképpen sem tudta kiszorítani a Károlyi-bibliát. Az egri püspök a nála tárolt, évtizedekkel korábban lefoglalt példányokat nyilvánosan elégette. A maradék, Németalföldön tárolt példányok végül eljutottak Magyarországra.
A Komáromi-féle fordítás ráadásul számos hibával bírt, amelyre többek között jezsuita cenzorok világítottak rá. Túlságosan szó szerint követi az eredeti görög forrást, így nyelvezete sokhelyütt homályos, nehezen olvasható, az akkori megszokott nyelvezettől nagyon elütő, ami megint csak nem tette népszerűvé az emberek körében.

## Fakszimile kiadása
Hasonmás formában megjelent Ötvös László gondozásában, Debrecen, 2000 (Nemzetközi theologiai könyv, 45.)

## Elektronikus elérhetőség
- http://real-r.mtak.hu/526/
- https://mandadb.hu/tetel/562882/Magyar_Biblia